# MIL-STD-810
MIL-STD-810 — ряд стандартных параметров для лабораторных испытаний военного стандарта США (United States Military Standard), позволяющие определить устойчивость широкого перечня оборудования ко всевозможным воздействиям в неполевых условиях. Помимо этого эти параметры позволяют создавать оборудование для воссоздания таких воздействий.

Прохождение испытаний по данному стандарту, а именно последней его версии — MIL-STD-810G, является необходимым для участия в заказах на поставку техники и комплектующих для Министерства обороны США (Department of Defense) и НАТО.
Как это часто бывает, разработанная для нужд оборонной промышленности, стандартизация стала востребованной и в коммерческой деятельности (к абонентскому радиосвязному оборудованию, например для телефонов). Компании, работающие в строительстве, горной добыче, морском и авиа транспорте и других сферах коммерческой деятельности, связанной с повышенным риском для людей и оборудования, также пользуются стандартом для закупки оборудования; стандарт востребован людьми рискованных профессий, экстремалами и туристами.
Чаще всего в коммерции встречаются 2 последние версии стандарта:
- MIL-STD-810F, вышедший 1 января 2000 года; последняя редакция документа — 5 мая 2003 года[3];
- MIL-STD-810G, которая действует в своей первой редакции 31 октября 2008 года и на момент написания статьи (18 октября 2013 г.)[4].

## Назначение стандарта MIL-STD-810
- определение воздействующих последовательностей, их длительности и величины во время службы оборудования;
- использование для разработки методов лабораторного тестирования оборудования и его жизненных циклов;
- оценка эффективности оборудования при воздействии неблагоприятной окружающей среды;
- выявления дефектов в конструкции, материалах, производственных процессах, технологии упаковки и методах обслуживания;
- подтверждение соответствия контракту.

## Организация и контроль стандартизации
До 1999 года стандарт MIL-STD-810 поддерживался и дополнялся рядом департаментов в структуре Министерства обороны США, принадлежащих к тому же разным подразделениям (сухопутным, морским и воздушным). С 1999 года контроль и редакция стандарта поддерживается специально созданной службой ATEC (US Army Test and Evaluation Command) — службой по тестированию, анализу и обработке данных для оборудования армии. Изменение в организации связано с необходимостью более оперативной разработки методов тестирования, а результатом реорганизации — более частные обновления редакций стандарта и лучшее их соответствие требованиям времени. Например, новая редакция MIL-STD-810G, стала самым большим изменением стандарта, которое когда либо проводилось с самой его первой редакции 14 июня 1962 года. В частности, была полностью пересмотрена методология тестирования устойчивости к вибрациям и тряске, которая лучше соответствует реальным условиям.
Спектр условий окружающей среды, тестируемых по стандарту MIL-STD-810:
- тест высоты методом высокого и низкого давления,
- воздействие высоких и низких температур, а также температурный шок (в том числе в рабочем состоянии и состоянии хранения),
- дождь, в том числе ледяной дождь,
- влажность, грибки, соляной туман для тестирования коррозиестойкости,
- песок и пыль,
- пиротехнический удар, то есть тестирование во взрывоопасной атмосфере,
- текущей водой,
- ускорение,
- вибрация от стрельбы,
- тряска при транспортировке,
- вибрации по разным осям, акустические шумы,
- стойкость к солнечным лучам и др.

Важным является правильная оценка применяемого тестирования для реальных полевых условий, то есть правильное экстраполирование результатов тестов, так как тестирования лабораторное. Кроме того, стандарт не устанавливает конструкций и спецификаций тестирования, рассматривая только перечень стрессовых сред, с которыми оборудование сталкивается во время службы. То есть стандарт MIL-STD-810 не дает гарантии, что приборы, прошедшие серию лабораторных испытаний пройдут и полевые испытания.

## История развития стандарта
Институт экологических наук и технологий (Institute of Environmental Sciences and Technology (IEST)) выпустил в 2008-м году «Историю публикаций и обоснования MIL-STD-810», чтобы проследить процесс эволюции стандарта с течением времени. В ней описан процесс развития методов испытаний, обоснования многих процедурных изменений, адаптировав руководство для многих процедур тестирования и даже заглянув в будущее развития стандарта.

Прямым предком стандарта можно считать документ (AAF Specification 41065, Equipment — General Specification for Environmental Test of), разработанный в 1945 году Военно-воздушными силами Армии США, предоставляющий методологию тестирования оборудования в смоделированных условиях окружающей среды. Через 20 лет ВВС США выпустили технический отчет, в котором содержались данные о развитии естественных и индуцированных климатических испытаний, предназначенных для аэрокосмической и наземной техники. Предназначался отчет для инженеров-проектировщиков военной техники.

### Годы редакций стандарта
| Версия стандарта | Дата первой публикации | Примечания |
| ---------------- | ---------------------- | --- |
| MIL-STD-810      | 14-Июнь-1962           | О цели стандарта: одно предложение под заголовком «Цель» указывает, что методы лабораторных испытаний должны служить в качестве руководства для тех, кто готовит экологическую часть детальных спецификаций. Одно предложение по пошиву одежды. |
| MIL-STD-810A     | 23-Июнь-1964           | Не отличается от MIL-STD-810 |
| MIL-STD-810B     | 15-Июнь-1967           | Цели стандарта меняются, в «Цель» внесено следующее: стандарт устанавливает методы определения сопротивления оборудования к воздействию естественных и индуцированных средах свойственны военных операций. Одно предложение по пошиву одежды. |
| MIL-STD-810C     | 03-Октябрь-1975        | Не отличается от MIL-STD-810B |
| MIL-STD-810D     | 19-Июль-1983           | Конструкционный раздел объясняет, как пользоваться параметрами стандарта для определения долговременности службы оборудования и техники. Включает диаграммы на процессы для правильной проектировки лабораторных комплексов. |
| MIL-STD-810E     | 14-Июль-1989           | Не отличается от MIL-STD-810D, но дополнена часть инструкции с пояснениями для проектировщиков оборудования, в которой приводится объяснение, как правильно экстраполировать результаты тестирования. |
| MIL-STD-810F     | 01-Январь-2000         | Разделен на несколько больших разделов. Расширены пояснения, как правильно пользоваться параметрами, уделено много внимания по классификации оборудования и техники, которая должна разделить методы тестирования на оборудовании в зависимости от его применения. Например, ряд тестов для кораблей ВМФ явно не применимы к авиационному оборудованию, но это не означает, что они не проходят по стандарту. С этого момента начинается широкое использования стандарта в коммерции, так как разделение тестов по применению облегчило и сделало понятным их применение в гражданской сфере. В MIL-STD-810F дополнительно определены методы испытаний, которые не просто копируют реальные условия, а воссоздают события, которые могут встретиться в течение срока службы оборудования. |
| MIL-STD-810G     | 31-Октябрь-2008        | До выхода MIL-STD-810G последующие издания содержали те же по существу фразы, не вдаваясь в подробности. MIL-STD-810G, вышедший в 2008, стал самым серьёзным и подробным изменением стандарта, сфокусировавшись при этом на тестах противоударности и стойкости к вибрациям. В MIL-STD-810G огромную роль играет приближение этих тестов к реальным условиям. В MIL-STD-810G реализован метод «527 вызова» для теста вибрацией, заменяя 3 теста по осям одним, производящим многоосевую тряску, которая наиболее полно соответствует реальной тряске. |

Сравнить различные редакции стандарта довольно легко, они открыты и доступны в интернете.

## Перечень тестов последней редакции стандарта — MIL-STD 810G
- 500.5 Низкое давление (Высота).
- 501.5 Высокая температура.
- 502.5 Низкая температура.
- 503.5 Температурный удар.
- 504.1 Загрязнение жидкостями.
- 505.5 Солнечная радиация.
- 506.5 Дождь.
- 507.5 Влажность.
- 508.6 Плесень.
- 509.5 Соляной туман.
- 510.5 Песок и пыль.
- 511.5 Взрывная волна.
- 512.5 Герметичность.
- 513.6 Устойчивость к механическому ускорению.
- 514.6 Вибрация.
- 515.6 Шум.
- 516.6 Механический удар и падение.
- 517.1 Пиротехнический удар.
- 518.1 Кислотное воздействие.
- 519.6 Стрелковое оружие.
- 520.3 Температура, влажность, вибрация и высота.
- 521.3 Замораживание и обледенение.
- 522.1 Баллистический удар.
- 523.3 Виброакустика/Tемпература.
- 524 Замораживание — оттаивание.
- 525 Сигналы по репликации.
- 526 Железнодорожные воздействия.
- 527 Вибрации по разным осям.
- 528 Механические вибрации судового оборудования.[4]

### Параметры ряда испытаний из MIL-STD-810[4][13][14]
| № испытания  | Суть метода                                 | Требования                                                                                            | Примечание |
| ------------ | ------------------------------------------- | --- | --- |
| 516.6        | Механический Удар                           | Включенное состояние 20 G, 11 мс, полу-синусоида; Выключенное состояние:40 G, 11 мс, полу-синусоида   | Испытание проводится, когда изделие находится в рабочем состоянии. Потеря работоспособности изделия не обнаружена.                                                                             |
| 515.6        | «Встряска»                                  | 75 G, 11 мс, полу-синусоида                                                                           | Испытание проводится, когда изделие находится в рабочем состоянии в креплении транспортного средства. Потеря работоспособности изделия не обнаружена.                                          |
| 514.6        | Вибрация (вне транспорта)                   | Постоянная вибрация 0.04g2/Hz, 20 Hz-1000 Hz-6 dB / актив. 1000 Hz — 2000 Hz                          | Испытание проводится, когда изделие находится в рабочем состоянии. Потеря работоспособности изделия не обнаружена.                                                                             |
| 514.6        | Вибрация (в транспорте)                     | Имитация внедорожного транспортного средства                                                          | Испытание проводится, когда изделие находится в рабочем состоянии. Приемлемая временная потеря функции, с последующим восстановлением в автоматическом режиме, без вмешательства пользователя. |
| 507.5        | Относительная влажность                     | От 0 % до 95 % (+3/-5 %) влажности, 23 °C к 60 °C, 10 циклов 48 Часов                                 | Испытание проводится, когда изделие находится в рабочем состоянии. Попадание влаги внутрь корпуса не обнаружено.                                                                               |
| 505.5        | Солнечное излучение                         | 1120 В/м2 (355 ?tu/фт2/ч) UVB@ 50 °C, 7 циклов по 24 часа                                             | Испытание проводится, когда изделие находится в нерабочем состоянии. Выцветание или деформация устройства не обнаружены                                                                        |
| 506.5        | Дождь                                       | Ветер с дождем 10л.куб./час 4 цикла (Процедура I) и Крупные капли 7 гал/фт2/ч (Процедура III)         | Испытание проводится, когда изделие находится в рабочем состоянии. Проникновение влаги не обнаружено.                                                                                          |
| 510.5        | Песок и пыль (Пыльная буря)                 | Размер частицы <149 мк, 10 ± 7 г/м3 плотность частицы 1.5 м\с к Скорости Ветра 8.9 м\с (Процедура I)и | Испытание проводится, когда изделие находится в рабочем состоянии. Проникновение песка или пыли не обнаружено.                                                                                 |
| 509.5        | Туман, соль                                 | 5%-ый солончак до 48 часов (12 влажных часов, 12 сухих часов, по 2 цикла)                             | Испытание проводится, когда изделие находится в рабочем состоянии. Деформация устройства не обнаружена. Проникновение влаги не обнаружено                                                      |
| 501.5, 502.5 | Рабочая температура (/Температура хранения) | -20 °C + 60 °C (/-51° С + 75° С)                                                                      | Испытание проводится, когда изделие находится в нерабочем состоянии. Потеря данных не обнаружена.                                                                                              |
| 503.5        | Тепловой удар                               | За минуту от −51° С до + 70° С, три цикла                                                             | Испытание проводится, когда изделие находится в нерабочем состоянии. Потеря данных не обнаружена.                                                                                              |
| 524          | Замораживание                               | 3 цикла, быстрое изменение температуры                                                                | Испытание проводится, когда изделие находится в нерабочем состоянии. Проникновение влаги не обнаружено.                                                                                        |
| 500.5        | Давление                                    | Высота 4500 м. (57,2 кПа) с изменением высоты 0,61 м в минуту                                         | Испытание проводится, когда изделие находится в рабочем состоянии. Временная, неустойчивость в работоспособности или потеря данных не обнаружены.                                              |
| 500.5        | Давление                                    | Высота 12200 м. (18,8 кПа) с изменением высоты 0,61 м в минуту                                        | Испытание проводится, когда изделие находится в нерабочем состоянии. Потеря данных не обнаружена.                                                                                              |

## Применение стандарта в коммерции («антивандальная» техника)
Широкое распространение получило с момента публикации в 2000 году редакции F стандарта и связано с повышением его «гибкости». Например, тест 528 — Механические вибрации судового оборудования — проводится именно для оборудования, предназначенного для военно-морского флота. По сути, это означает, что любой участник коммерческой деятельности может заявлять на свои товары «соответствует MIL-STD-810», если она проходит хотя бы часть таких испытаний. Это вовсе не означает, что она соответствует всем тестам этого стандарта.

Более того, стандартизация проводится не одной лабораторией, часто производители проводят её на внутренних или коммерческих лабораториях, что вполне может вызывать вопросы, действительно ли их техника соответствует стандарту и по какому набору тестов она проводилась. Производители чаще всего предпочитают не открывать подобную информацию.

Примером этого может послужить рынок «антивандальной» электроники. На нём чаще всего используется 2 стандарта — MIL-STD-810 и стандарт против проникновения воды и пыли — IP (степень защиты оболочки). При этом уже одно соответствие стандарту IP68 означает автоматическое соответствие ряду испытаний по MIL-STD-810G (тестам 506.5, 507.5, 509.5, 510.5, с высокой долей вероятности 524 и ряду других). В связи с этим ряд производителей мобильных телефонов позиционируют свою продукцию как «антивандальную» и противоударную, хотя по сути она таковой не является. Тем более не включает в гарантийное обслуживание услуги по ремонту «битых» аппаратов.